# Billy Craddock
Billy Wayne 'Crash' Craddock, ook bekend als (Bill Craddock, Crash Craddock, Billy Craddock, Billy Crash, Mr. Country Rock en The King Of Country Rock Music) (Greensboro (North Carolina), 16 juni 1939) is een Amerikaanse country- en rockabillyzanger. Hij werd voor het eerst populair in Australië in de jaren 1950 met een reeks rockabilly-hits, waaronder de Australische #1-hit Boom Boom Baby en One Last Kiss in respectievelijk 1960 en 1961. Hij schakelde over op countrymuziek en werd in de jaren 1970 populair in de Verenigde Staten met een reeks top tien countryhits, waarvan er enkele #1 waren, waaronder Rub It In, Broken Down in Tiny Pieces en Ruby Baby. Craddock staat bij zijn fans bekend als The King Of Country Rock Music en Mr. Country Rock vanwege zijn uptempo rock-beïnvloede stijl van countrymuziek.

## Biografie
Billy Wayne Craddock werd geboren op 16 juni 1939 in Greensboro, North Carolina. Hij leerde gitaar spelen van zijn oudste broer op 6-jarige leeftijd. Op 11-jarige leeftijd deed hij mee aan een talentenjacht op de lokale televisie en werd hij gedurende 15 opeenvolgende weken verkozen tot topwinnaar. Craddock kreeg de bijnaam 'Crash' als 'running back' voor het Rankin High School football-team. Nadat hij de middelbare school had verlaten, vormde hij de rockabillyband The Four Rebels met een van zijn broers. Zijn vroege invloeden waren onder meer Little Jimmy Dickens, Ray Price en Hank Williams sr..
Craddocks eerste publicatie was Smacky-Mouth, die in 1957 werd opgenomen voor het lokale Greensboro Sky Castle label. Hij bracht zijn volgende single Birddoggin' uit bij Colonial Records, ook uitgebracht in 1957. Hij kreeg al snel een contract bij Columbia's Date Records, waar hij Ah, Poor Little Baby uitbracht, echter zonder succes. Het nummer werd in Engeland gecoverd door Adam Faith. Hij begon met opnemen voor Columbia Records in 1958 en nam rockabilly- en popmelodieën op. Hij werd door Columbia op de markt gebracht als tieneridool, omdat ze een artiest nodig hadden om te concurreren met Elvis Presley. Hij verscheen twee keer bij American Bandstand, maar kreeg geen hit in de Verenigde Staten. Het enige nummer dat in de Verenigde Staten in de hitlijsten kwam, was Don't Destroy Me, dat in november 1959 een week lang op #94 stond. Hij werd echter wel erg populair in Australië. Hij nam ook enkele nummers op, die synoniem werden met andere artiesten. Hij nam Am I to Be the One en I Want That op, die vooral werden gecoverd door Jerry Lee Lewis en de Britse rockers Johnny Kidd and the Pirates.
In 1960 toerde Craddock twee keer door Australië. De eerste was in februari met Duane Eddy, The Diamonds, Santo & Johnny en Floyd Robinson en de tweede was in mei met Bobby Rydell, The Everly Brothers, Marv Johnson en The Crickets. Hij wist niet hoe populair hij was in het land en dacht niet dat iemand hem daar zou herkennen. Toen het vliegtuig op het vliegveld aankwam, waren er duizenden gillende tieners. Craddock wist niet dat hij de #1 plaat in het land had (Boom Boom Baby was #1 gedurende vier weken tussen eind februari en begin maart 1960). Hij werd al snel het populairste tieneridool in het land. Hij scoorde een tweede #1 in maart 1961 met zijn cover/co-chart-versie van One Last Kiss, die ook op hetzelfde moment in de hitlijst kwam met de Bobby Vee-versie, waardoor het zijn vierde en laatste Top 10-inzending werd in Australië na I Want That (piek eind februari 1960) en Well, Don't You Know (piek eind mei 1960)
Na zijn hits in Australië nam hij in de jaren 1960 een album en verschillende singles op. I'm Tore Up werd in 1964 uitgebracht bij King Records. Hij bracht begin jaren 1960 twee singles uit bij Mercury Records. Vervolgens nam hij zonder succes verschillende singles op bij het Chart-label.
Craddock bracht een aantal jaren door buiten de muziekbusiness, terwijl hij in een sigarettenfabriek werkte en gipsplaten ophing. Hij keerde al snel terug naar de opname, nu als countryzanger. Hij tekende bij Cartwheel Records in 1969. Hij had al snel zijn eerste #1 hit met een cover van de Tony Orlando & Dawn pophit Knock Three Times in 1971. Zijn versie was sneller en bevatte cajun fiddles. Het nummer bereikte dat voorjaar ook de top vijf van de hitlijsten van het Billboard-magazine Hot Country Singles, waarmee het een reeks hits begon die gedurende de jaren 1970 doorging. Andere hits die hij had voor Cartwheel, allemaal in 1971-1972, waren onder meer Dream Lover, You Better Move On, Nothin' Shakin' (But the Leaves on the Trees) en I'm Gonna Knock on Your Door en waren allemaal top 10-hits in 1971 en 1972. Craddock bereikte in de jaren 1970 consequent de country-top tien en hij werd een van de eerste mannelijke sekssymbolen van countrymuziek, buitengewoon knap voor een mannelijke countryster uit die tijd en gekleed in toneelkleding, die zijn harige, gespierde borst blootlegde, terwijl hij grommend door het rocken heen gromde met nummers en liefdesliedjes met een podiumpersoonlijkheid, sterk beïnvloed door Elvis Presley.
In 1973 tekende Craddock bij ABC Records (later ABC/Dot Records), waar hij genoot van zijn grootste hits. Een daarvan was Sweet Magnolia Blossom, maar zijn grootste hit Rub It In uit 1974, was ook een pophit uit de top 20. Het nummer was de eerste van drie #1 countryhits voor Craddock in Billboard. Verschillende stukken uit het nummer zijn de afgelopen jaren te zien in commercials voor Glade Plug-In-producten. De opvolger van Craddock, een remake van de oude pophit Ruby Baby van The Drifters,  was weer een grote countryhit en werd zijn tweede pophit in de top 40, waardoor Craddock kortstondig de Amerikaanse pop/rockster werd die hij bijna vijftien jaar eerder had geprobeerd te zijn. In 1975 bracht hij Still Thinkin' Bout You uit, dat zowel als single als als album de top tien bereikte in de countryhitlijsten, maar geen grote popactie kreeg. Zijn laatste popsucces was Easy as Pie uit 1976 met een piek van #54 in de Billboard Hot 100 en #1 in de country chart. Hij verhuisde naar Capitol Records in 1977, waar hij zijn laatste twee top 10-hits I Cheated on a Good Woman's Love (1978) en If I Could Write a Song as Beautiful as You (1979) had. Zijn singles begonnen in het begin van de jaren 1980 minder succesvol te worden, hoewel hij af en toe nog steeds de top 30 bereikte. Craddock nam verschillende albums op voor Capitol, voordat hij het label verliet in 1983. Hij had korte tijd zijn eigen kleine platenlabel Cee Cee Records en bracht één single uit. In 1983 haalde dat de onderste regionen van de nationale countryhitlijsten.
In 1986 nam hij het album Crash Craddock op voor MCA Records/Dot Records. Hij verhuisde in 1989 naar Atlantic Records en bracht Back on Track uit. Het album leverde de kleine hit Just Another Miserable Day Here in Paradise op, die #74 bereikte in de hitlijsten. Craddock werd in 2011 opgenomen in de North Carolina Music Hall of Fame.
Craddock heeft verschillende nieuwe cd's uitgebracht, waaronder een album met kerstliedjes, getiteld Christmas Favourites, een gospel-collectie en het nieuwe full-band live-album Live -N- Kickin'. Het Britse platenlabel Humphead Records bracht een anthologie van 2 cd's uit met 50 nummers, waarop Craddocks belangrijkste hits en albums uit de periode 1971-1989 waren verzameld.

## Discografie
Zie Discografie van Billy Craddock
- Bibliothèque nationale de France: cb13925835m (data)
- Gemeinsame Normdatei: 134777581
- International Standard Name Identifier: 0000 0001 1354 3336
- Library of Congress Control Number: n90711023
- MusicBrainz: 643d2a1e-39b3-4a0c-80cd-8cdf59276d61
- Virtual International Authority File: 6563578
- WorldCat: E39PBJhxt9h4K6cF9twqTQRYfq